# Ritchie Blackmore
 (décembre 2010).
Si vous disposez d'ouvrages ou d'articles de référence ou si vous connaissez des sites web de qualité traitant du thème abordé ici, merci de compléter l'article en donnant les références utiles à sa vérifiabilité et en les liant à la section « Notes et références ».
Pour les articles homonymes, voir Blackmore.
Ritchie Blackmore, né le 14 avril 1945 à Weston-super-Mare, est un guitariste britannique, principalement connu pour avoir été l'un des cofondateurs du groupe Deep Purple et, par la suite, fondé les groupes Rainbow puis Blackmore's Night, dont sa femme Candice Night et lui-même sont les seuls membres permanents.
Il est considéré comme l'un des grands guitar heroes de l'école anglaise aux côtés d'Eric Clapton, Jeff Beck et Jimmy Page. Adepte du vibrato et du feed back dans les années 1970, il reste, avec sa Fender Stratocaster, l'archétype du guitariste des années 1970. Un modèle de Stratocaster porte son nom.
Il a été élu 50e meilleur guitariste de tous les temps par le magazine américain Rolling Stone dans le classement des 100 Meilleurs guitaristes de tous les temps (en 2003 et en 2011).
Dans Guitarist & bass magazine de mars 2010, le musicien Stéphane Boget définit ainsi le style de Ritchie Blackmore : « utilisation de la pentatonique mineure, de la gamme blues et de phrases néo-classiques utilisant les cordes à vide et les gammes mineures naturelles et harmoniques ».
Yngwie Malmsteen cite Blackmore comme sa principale référence. Eddie Van Halen a été aussi influencé par « the man in black ». Dans un numéro de Rock'n folk de septembre 1976, Blackmore cite Django Reinhardt, BB King, Jimi Hendrix et Big Jim Sullivan comme influences.

## Biographie

### Enfance
Richard Hugh Blackmore apprend ses premiers accords à l'âge de onze ans lorsque son père lui achète sa première guitare, une Framus acoustique. Il commence à prendre des cours de guitare classique source de son jeu particulier, très reconnaissable. Après avoir joué dans quelques combos, il continue son apprentissage auprès de « Big » Jim Sullivan, un musicien de studio très recherché à l'époque.

### La première période Deep Purple, 1968-1975
Le groupe Roundabout voit le jour en 1968, au terme d'auditions que Blackmore mène dans le Hertfordshire.
Il recrute d'abord l'ex-batteur des Searchers, Chris Curtis (alias Christopher Crummy) au chant et trois anciens membres des Artwoods, Jon Lord aux claviers, Dave Curtis à la basse et Bobby Woodman à la batterie.
En mars 1968, la formation est remaniée avec l'arrivée de Ian Paice à la batterie, de Rod Evans au chant (tous les deux, ex-membres du groupe Maze) et d'un ancien Pirate de Johnny Kidd, Nick Simper, à la basse.
Ils débutent sur scène le 20 avril 1968 à Tåstrup au Danemark sous le nom des « Roundabout ». Blackmore décide alors de rebaptiser d'abord le groupe « Concrete God » mais c'est sous le nom de Deep Purple que la formation achève sa première tournée scandinave.
Leur premier single Hush, une reprise d'une chanson signée Joe South, un hit pour Billy Joe Royal, se classa no 4 aux États-Unis le 21 septembre 1968.
Les trois premiers albums de Deep Purple sont très orientés pop psyché avec des incursions de plus en plus longues dans le classique, comme dans April de l'album Deep Purple. Ils sont suivis d'un Concerto for Group and Orchestra écrit par Jon Lord et interprété par le groupe au complet le 24 septembre 1969 au Royal Albert Hall de Londres. Ce concerto déplait à Blackmore qui fait remplacer le chanteur Rod Evans et le bassiste Nick Simper par respectivement Ian Gillan et Roger Glover, pour produire leur premier album de hard rock : In Rock, où la guitare de Blackmore est très présente, en particulier dans les morceaux Speed King et Child in Time. Les albums suivants, Fireball et Machine Head, confirment cette nouvelle orientation avec des titres comme Fireball, Demon's Eye, Space Trucking, Smoke on the Water ou encore Highway Star.
Pendant cette période, Ritchie Blackmore joue avec Screaming Lord Sutch, dont l'un des concerts, enregistré, sort sous le titre Hands of Jack the Ripper, et dans lequel on retrouve Keith Moon à la batterie et Nick Simper à la basse.
Mais des égos qui s'opposent gangrènent Deep Purple. Gillan et Blackmore ne se supportent plus. En 1972, Blackmore pense faire un groupe avec Ian Paice et Paul Rodgers. Trois morceaux sont enregistrés mais les musiciens n'en sont pas satisfaits. En 1973, le bassiste et le chanteur quittent le groupe.
Blackmore reprend les rênes du groupe, tout au moins sur le premier album avec David Coverdale et Glenn Hughes : Burn, très bien accueilli par la critique avec un Blackmore s'épanouissant dans des morceaux comme Mistreated, Burn ou encore You Fool No One. Mais il n'aime pas les tendances funk de Hughes, et soul de Coverdale et l'album suivant Stormbringer dans lequel ces derniers se sont fortement investis, déplaît beaucoup à Ritchie d'autant plus que les autres membres du groupe lui ont refusé un morceau Black Sheep of The Family, une reprise du groupe Quatermass.

### La première période Rainbow, 1975-1984
Ritchie Blackmore pense de plus en plus à créer son propre groupe. Un groupe passant en première partie de Deep Purple, Elf, lui en donne l'occasion. Ce groupe, dans lequel chante Ronnie James Dio, sert de support à Ritchie Blackmore pour enregistrer son premier album solo, Ritchie Blackmore's Rainbow, en 1975.
Après un dernier concert au Palais des sports de Paris, Ritchie Blackmore quitte Deep Purple et s'embarque dans l'aventure Rainbow, avec lequel il va développer un style plus mélodique. Il met en route une machine dans laquelle des musiciens vont aller et venir mais qui verront par la suite leur carrière accélérée : Don Airey aux claviers, futur Gary Moore, Black Sabbath et Deep Purple ; Ronnie James Dio qui sera ensuite chanteur de Black Sabbath puis Dio ; Joe Lynn Turner qui aura ensuite une carrière solo.

### La deuxième période Deep Purple, 1984-1994
En avril 1984, l'émission Friday Rock Show de la BBC annonce que le deuxième line-up de Deep Purple, composé de Blackmore, Gillan, Glover, Lord et Paice, se reforme et enregistre un nouvel album. Le groupe signe un contrat avec Polydor en Europe, et Mercury en Amérique du Nord.
L'album Perfect Strangers sort en octobre 1984. Une tournée s'ensuit, démarrant à Perth (Australie), et continuant son tour du monde pour se terminer en Europe l'été suivant. En Angleterre, le groupe ne se produit que pour un seul festival, celui de Knebworth. Malgré des conditions météo désavantageuses, le concert est suivi par 80 000 personnes.
En 1987, le groupe enregistre The House of Blue Light, et part une nouvelle fois en tournée. Un album live en est tiré : Nobody's Perfect, qui sort en 1988. Une nouvelle version de Hush est également réalisée pour fêter les vingt ans du groupe.
En 1989, Ian Gillan quitte le groupe, pour cause de mauvaises relations avec Blackmore. Il est remplacé par le chanteur de Rainbow, Joe Lynn Turner. Ce nouveau line-up enregistre son seul album, Slaves & Masters, qui sort en 1990, et qui reçoit un accueil mitigé de la part des fans. Les musiciens de Deep Purple (plus exactement Glover, Lord et Paice) le surnomment ironiquement « Le meilleur album de Rainbow jamais réalisé par Deep Purple ». Pour Blackmore, cet album est au contraire « le meilleur effort de cette période de réunification ».
L'album et la tournée reçoivent un accueil très mitigé, tant critique que commercial. En 1992, Blackmore est invité par Laurent Voulzy comme guitar hero, pour la chanson « Guitare héraut » présente sur l'album Caché derrière. De leur côté, Jon Lord et Ian Paice pensent que Deep Purple a besoin de Ian Gillan comme frontman. Blackmore, réticent, suit néanmoins les conseils de ses camarades et le groupe renvoie Turner. Gillan revient pour l'enregistrement de l'album The Battle Rages On. Durant la tournée qui suit fin 1993, les tensions entre Gillan et Blackmore deviennent insupportables et Blackmore quitte définitivement le groupe, après avoir déchiré devant les quatre autres membres son passeport pour le Japon, où ils devaient terminer la tournée. Le dernier concert s'est tenu à Helsinki (Finlande) le 17 novembre 1993. Joe Satriani remplace temporairement Blackmore pour la fin de la tournée. Le poste de guitariste permanent lui est proposé, mais il ne peut pas accepter car il a d'autres engagements à côté. Le remplacement sera finalement assuré par une autre légende de la guitare, Steve Morse du groupe Dixie Dregs, qui rejoint le groupe en 1994.

### La deuxième période Rainbow, 1994-1997
Ritchie Blackmore reforme Rainbow après son second départ de Deep Purple, en 1993. Cette formation, qui comprend, entre autres, Doogie White, dure jusqu'en 1997, et produit un album, Stranger in Us All, sorti en 1995 et suivi d'un album live, Black Masquerade, enregistré la même année, et sorti en 2013.

### Les années Blackmore's Night, depuis 1997
Aujourd'hui, Blackmore continue de se produire sur scène et de sortir des albums au sein de Blackmore's Night, groupe qu'il a fondé avec Candice Night, sa compagne.
Il s'agit d'un groupe de chansons d'inspiration folk néo-médiéval, où Ritchie Blackmore mêle aux guitares des instruments acoustiques (mandoline, vielle à roue, violon, etc.). Le groupe enregistre onze albums studio entre 1997 et 2021.

### La troisième période Rainbow, depuis 2015
À la fin de 2015, Ritchie Blackmore annonce la reformation de Rainbow pour trois concerts en juin 2016 : aux Monsters of Rock de Lorelei (Saint-Goarshausen) et en tête d'affiche à Bietigheim-Bissingen et à Birmingham. Le groupe est composé de nouveaux membres cosmopolites dont le batteur de Blackmore's Night, David Keith, et un de ses anciens bassistes, Bob Nouveau, ainsi que de Candice Night comme choriste.  
Le 8 avril 2016, Deep Purple est intronisé au Rock and Roll Hall of Fame : Ritchie Blackmore est récompensé en même temps que Roger Glover, Ian Gillan, Ian Paice, Rod Evans, David Coverdale, Glenn Hughes et Jon Lord à titre posthume. Toutefois, à l'instar de Rod Evans, dont plus personne n'a entendu parler depuis 1980, Blackmore ne se rend pas à la cérémonie.  
En juin 2017, le groupe Rainbow se produit pour quatre dates au Royaume-Uni.

## Vie privée
Ritchie Blackmore a un fils, Jürgen R. Blackmore, né en Allemagne en 1964 et également musicien. De son union avec Candice Night il est le père d'une fille née le 27 mai 2010, Autumn Esmerelda, et d'un deuxième fils, Rory Dartanyan, né le 7 février 2012.
Pour une interview accordée à la chaîne Arte, alors assis en compagnie de sa femme, flûtiste dans un groupe allemand de musique de style « Renaissance », le journaliste pose la question suivante à Ritchie Blackmore : « Pensez-vous avoir raté quelque chose dans votre vie ? » Et l'intéressé de répondre : « À la réflexion oui. Un mariage ou deux... Je me suis marié seize fois. Vous savez... à l'époque c'était pour nous un peu comme un hobby... ».
Dans cette même interview, le journaliste demande à Ritchie Blackmore la raison de sa reconversion dans un groupe de musique « Renaissance ».. Blackmore lui répond : « Quand je jouais dans Deep Purple, je me suis rendu compte que je jouais pour les guitaristes assis au premier rang. Et un jour, j'ai décidé de jouer pour toute la salle. Ma reconversion tend vers cette idée, de jouer de la belle musique pour qui veut l'entendre. »

## Discographie

### Albums studio

#### Mark I
- 1968 : Shades of Deep Purple
- 1968 : The Book of Taliesyn
- 1969 : Deep Purple

#### Mark II
- 1970 : In Rock
- 1971 : Fireball
- 1972 : Machine Head
- 1973 : Who Do We Think We Are
- 1984 : Perfect Strangers
- 1987 : The House of Blue Light
- 1993 : The Battle Rages On

#### Mark III
- 1974 : Burn
- 1974 : Stormbringer

#### Mark V
- 1990 : Slaves and Masters

### Albums en concert

#### Mark I
- 2002 : Live at Inglewood 1968
- 2011 : BBC Sessions 1968–1970

#### Mark II
- 1969 : Concerto for Group and Orchestra
- 1972 : Made in Japan
- 1977 : Powerhouse (concerts de 1969,1970 et 1970)
- 1980 : Deep Purple in Concert (concerts de 1970 et 1972)
- 1988 : Scandinavian Nights (enregistré en 1970)
- 1988 : Nobody's Perfect
- 1991 : In the Absence of Pink (enregistré en 1985)
- 1993 : Gemini Suite Live (enregistré en 1970)
- 1994 : Come Hell or High Water
- 1993 : Live in Japan (concerts de 1972)
- 2002 : Live at Inglewood 1968
- 2004 : Space Vol 1 & 2 (enregistré en 1970)
- 2005 : Live in Stockholm (enregistré en 1970)
- 2006 : Live in Montreux 1969
- 2006 : Live in Europe 1993
- 2007 : Live in Denmark 1972
- 2011 : BBC Sessions 1968–1970
- 2013 : Copenhagen 1972
- 2013 : Perfect Strangers Live (enregistré en 1984)
- 2015 : Live in Long Beach 1971

#### Mark III
- 1975 : Made in Europe
- 1982 : Live in London (enregistré en 1974)
- 1996 : California Jamming (concert de 1974)
- 1996 : Mk III: The Final Concerts (concerts de 1975)
- 2001 : Live in Paris 1975
- 2004 : Perks and Tit (enregistré en 1974)
- 2007 : Live in San Diego 1974 (enregistré en 1974)

- 2014 : Graz 1975

### Rainbow

#### Albums studio
- 1975 : Ritchie Blackmore's Rainbow
- 1976 : Rising
- 1978 : Long Live Rock 'n' Roll
- 1979 : Down to Earth
- 1981 : Difficult to Cure
- 1982 : Straight Between the Eyes
- 1983 : Bent Out of Shape
- 1995 : Stranger in Us All

#### Albums en concert
- 1977 : On Stage
- 1986 : Finyl Vinyl (concert + inédits)
- 2006 : Live in Munich 1977
- 2013 : Black Masquerade
- 2016 : Memories In Rock

### Blackmore's Night

#### Albums studio
- 1997 : Shadow of the Moon
- 1999 : Under a Violet Moon
- 2001 : Fires at Midnight
- 2003 : Ghost of a Rose
- 2006 : The Village Lanterne
- 2006 : Winter Carols
- 2008 : Secret Voyage
- 2010 : Autumn Sky
- 2013 : Dancer and the Moon
- 2015 : All our Yesterdays
- 2021 : Nature's Light

#### Compilation et EP
- 2004 : Beyond the Sunset: The Romantic Collection (CD/DVD)
- 2020 : Here We Come A-Caroling (EP)

#### Albums en concert
- 2002 : Past Times with Good Company
- 2007 : Paris Moon (CD/DVD)
- 2012 : A Knight in York (CD/DVD/CD)